# 1568 a tudományban
Az 1568. év a tudományban és a technikában.

## Építészet
- felépül a prágai Magas-Zsinagóga

## Születések
- október 2. - Marinus Ghetaldus matematikus, fizikus (1626).
- Nikolaus Ager - francia botanikus

## Halálozások
- Amato Lusitano - portugál orvos
- Garcia de Orta - portugál orvos